# Lubochnia (gmina)
Lubochnia – gmina wiejska w województwie łódzkim, w powiecie tomaszowskim. W latach 1975–1998 gmina należała do województwa piotrkowskiego.
Siedziba gminy to Lubochnia. Do 2023 r. częścią wsi Lubochnia była Lubochnia Dworska. Od 2024 r.  Lubochnia Dworska jest wsią i w niej znajduje się urząd gminy, choć jako siedziba gminy podawana jest Lubochnia.
30 czerwca 2004 gminę zamieszkiwało 7566 osób.
Za Królestwa Polskiego gmina Lubochnia należała do powiatu rawskiego w guberni piotrkowskiej. 19 maja?/31 maja 1870 do gminy przyłączono pozbawiony praw miejskich Inowłódz.

## Położenie
Gmina Lubochnia leży w środkowej części powiatu tomaszowskiego, jest drugą pod względem powierzchni gminą w powiecie. Przez gminę przebiega droga ekspresowa S8, która stanowi część trasy europejskiej E67, a  na południowym wschodzie przy granicy gminy, przebiega droga krajowa nr 48. Na terenie gminy zlokalizowane jest lotnisko wojskowe posiadające pas startowy  z betonu o wymiarach 2000 x 60 m. Przez teren gminy przepływa rzeka Lubochenka, tu też ma swoje źródła rzeka Gać.

Gmina na swych południowo-wschodnich krańcach dociera do rzeki Pilicy, posiadając nawet niewielki skrawek terenu na jej drugim brzegu.
Granice gmin Lubochnia, Budziszewice, Czerniewice i Żelechlinek  schodzą się w (niemal) jednym punkcie (Czwórstyk).

## Struktura powierzchni
Według danych z roku 2002 gmina Lubochnia ma obszar 131,55 km², w tym:
- użytki rolne: 38%
- użytki leśne: 53%

Gmina stanowi 12,83% powierzchni powiatu.

## Demografia

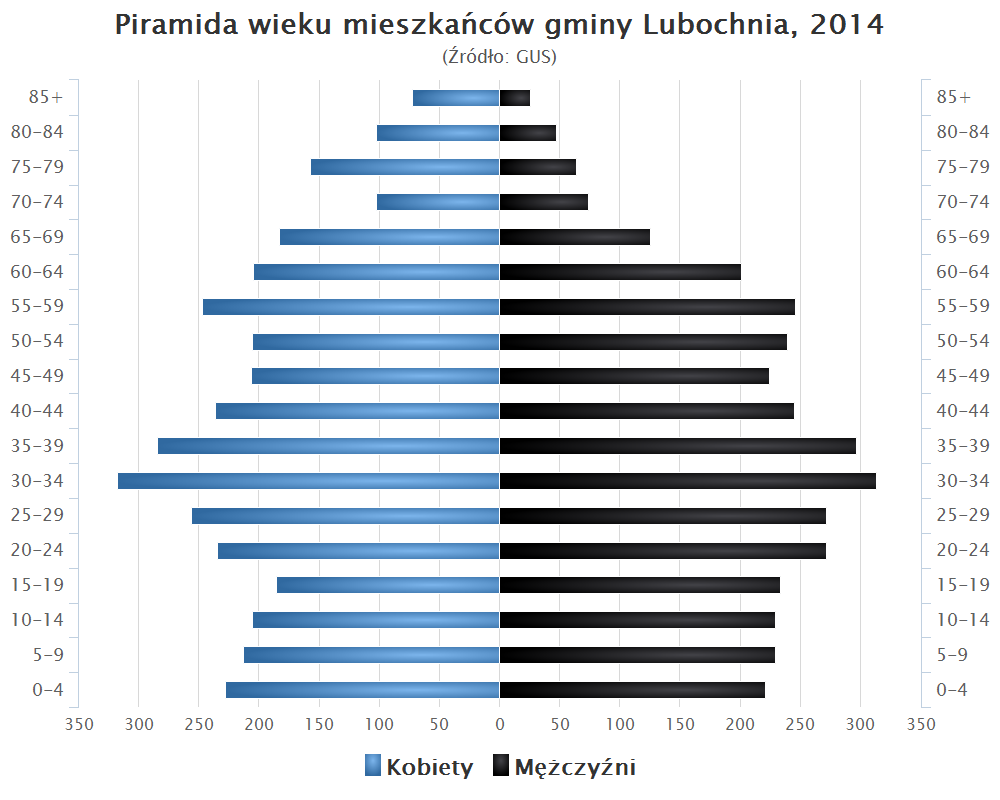
Piramida wieku mieszkańców gminy Lubochnia w 2014 roku

Dane z 30 czerwca 2004:
| Opis                              | Ogółem | Ogółem | Kobiety | Kobiety | Mężczyźni | Mężczyźni |
| --------------------------------- | ------ | ------ | ------- | ------- | --------- | --------- |
| jednostka                         | osób   | %      | osób    | %       | osób      | %         |
| populacja                         | 7566   | 100    | 3758    | 49,7    | 3808      | 50,3      |
| gęstość zaludnienia (mieszk./km²) | 57,5   | 57,5   | 28,6    | 28,6    | 28,9      | 28,9      |

## Rezerwaty przyrody
Na terenie gminy znajdują się następujące rezerwaty przyrody:
- częściowo rezerwat przyrody Gać Spalska – chroni naturalnie wykształcone zespoły roślinne (łęg jesionowo-olszowy i ols porzeczkowy) związane ze śródleśną rzeką nizinną oraz liczne stanowiska rzadkich i chronionych roślin i zwierząt,
- rezerwat przyrody Kruszewiec – chroni grąd i bór mieszany z udziałem jodły na granicy jej zasięgu,
- rezerwat przyrody Małecz – chroni stanowiska różanecznika żółtego oraz fitocenozy boru mieszanego i wilgotnego,
- rezerwat przyrody Starodrzew Lubochniański – chroni starodrzew sosnowo-dębowy, mający duże wartości krajobrazowe.

## Sołectwa
Brenica, Dębniak, Dąbrowa, Emilianów, Glinnik, Henryków, Jasień, Kochanów, Lubochenek, Lubochnia, Lubochnia-Górki, Lubochnia Dworska, Luboszewy, Marianka, Małecz, Nowy Glinnik, Nowy Jasień, Nowy Olszowiec, Olszowiec, Tarnowska Wola.

## Osady
Nowy Glinnik-Osiedle

## Miejscowości niesołeckie
Albertów, Chrzemce, Cygan, Czółna, Jakubów, Kierz, Kruszewiec, Rzekietka, Szczurek.

## Sąsiednie gminy
Budziszewice, Czerniewice, Inowłódz, Tomaszów Mazowiecki (gmina), Tomaszów Mazowiecki (miasto), Ujazd.
Choć gmina Lubochnia nie graniczy bezpośrednio z gminą Żelechlinek, to warto zauważyć że oddzielające je granica pomiędzy gminami Budziszewice a Czerniewice ma zaledwie 3m. Występuje tu zjawisko bliskie Czwórstykowi.

## Miejscowości historyczne i zwyczajowe
Wśród mieszkańców funkcjonują także nazwy historyczne i zwyczajowe poszczególnych części wsi, takie jak Bielawy, Eleonorów, Kapkaz, Karchowe, Kolonia Dworska, Kolonia Małecz, Kolonia Tarnowska Wola, Łąki Henrykowskie, Moczydła, Ogrody, Podmałecz czy Przewrocia. Nie są to jednak miejscowości w sensie administracyjnym.
Do 1948 do gminy Lubochnia należała także Kaczka. 1 stycznia 1949 włączono ją do Tomaszowa Mazowieckiego.

## Honorowi obywatele gminy
- Jan Szczepański